# Agrochola thermopotamica
Agrochola thermopotamica är en fjärilsart som beskrevs av Edward P. Wiltshire 1941. Agrochola thermopotamica ingår i släktet Agrochola och familjen nattflyn. Inga underarter finns listade i Catalogue of Life.